# Jadwiga Zofia Wittelsbach
Jadwiga Zofia Wittelsbach (ur. 26 czerwca 1681 w Sztokholmie, zm. 22 grudnia 1708 tamże) – królewna szwedzka, księżna Holsztynu-Gottorp jako żona Fryderyka IV. Od 1702 do śmierci sprawowała regencję w imieniu małoletniego syna – księcia Karola Fryderyka.

## Życiorys
Urodziła się jako najstarsza córka króla Szwecji Karola XI i jego żony królowej Ulryki Eleonory.
21 lutego 1698 na Zamku Karlberg poślubiła księcia Holsztynu-Gottorp Fryderyka IV. Para miała jednego syna – kolejnego księcia Holsztynu-Gottorp Karola Fryderyka. Jej wnukiem był cesarz Rosji Piotr III. 